# محمدحسین ندوشنی یزدی
شیخ محمدحسین ندوشنی یزدی (۱۲۴۳–۱۳۱۱ خورشیدی) از روحانیون مشروطه‌خواه و نمایندگان مجلس شورای ملی بود.

## زندگی‌نامه
محمدحسین ندوشنی یزدی در ۱۲۴۳ در ندوشن یزد به دنیا آمد. پدرش ملاعلیرضا نام داشت. محمدحسین پس از تحصیلات مقدماتی در زادگاهش، در پانزده سالگی به اصفهان رفت تا در درس آیت‌الله شریعت اصفهانی شرکت کند. در ۱۲۶۱ خورشیدی به کربلا رفت و در درس آیت‌الله حاج میرزا حبیب‌الله رشتی شرکت کرد. درجه اجتهاد را در همان‌جا دریافت کرد و سپس به سامره رفت و در درس آیت‌الله میرزا حسن شیرازی بزرگ شرکت کرد. ندوشنی یزدی پس او فوت میرزای شیرازی به نجف رفت و ده سال در آنجا تدریس کرد. سپس به تهران رفت و در مدرسه مروی به تدریس پرداخت.
او طرفدار مشروطه شد و در دور نخست به نمایندگی علمای تهران در مجلس برگزیده و در اول محرم ۱۳۲۶ (بهمن ۱۲۸۶) وارد مجلس شد . پس از به توپ بستن مجلس همراه با جمع دیگری از روحانیون دستگیر شد. او در دوره های دوم و سوم مجلس هم نماینده تهران در مجلس بود. در دوره سوم ادای سوگند را مشروط بر این کرد که وضع جسمی خود را برای نمایندگان توصیف کند. در پی موافقت با این خواسته خطاب به نمایندگان گفت: «بنده عیوبى در خودم مى‌بینم مکرر هم گفته‌ام و اغلب می‌دانند ولى به طور علنى نبوده که همه مردم بدانند و حالا می‌خواهم نقایصى که دارم بگویم ... اول مسئله گوش من است که حرف نمی‌شنود یعنى صحبت‌هاى آقایان را نمی‌شنوم دوم حافظه ندارم فرض بفرمائید مطلبى را هم شنیدم و یک نظرى برای من پیدا شد تا موقعى که علم دارد یادم هست و غالباً از یادم می‌رود ... عیب خیلى خیلى بزرگ این است که وجود وکیل در مجلس برای این است افکاری که دارد برای خود هم رأی پیدا کند و اکثریت پیدا کند بنده یک آدمى هستم که مأیوسم از اینکه عقایدم اکثریت پیدا کند». او پس از این سخنان سوگند نمایندگی یاد کرد. 
آیت‌الله محمدکاظم خراسانی در مورد شیخ محمدحسین یزدی گفته بود: «مخالفت با مجلسی که حاج شیخ حسین یزدی در آن عضویت دارد در حکم محاربه با امام زمان است.»
وی رابطه خوبی با سردار سپه داشت و سالخورده ترین عضو مجلس مؤسسانی شد که رأی به سلطنت رضا شاه داد. او رئیس سنی مجلس بود.
شیخ محمدحسین یزدی در سال ۱۳۱۱ درگذشت. پیکر او را در یکی از حجره‌های حرم شاه‌عبدالعظیم در شهرری دفن کردند.
از میان فرزندان وی می‌توان از دکتر مرتضی یزدی (جزو سران حزب توده) و دکتر محمد یزدی نام برد.